# Lathromeris chinderaensis
Lathromeris chinderaensis är en stekelart som först beskrevs av Girault 1915.  Lathromeris chinderaensis ingår i släktet Lathromeris och familjen hårstrimsteklar. Inga underarter finns listade i Catalogue of Life.